# Ceratomyxa fujitai
Ceratomyxa fujitai is een microscopische parasiet uit de familie Ceratomyxidae. Ceratomyxa fujitai werd in 2010 beschreven door Gunter & Adlard. 